# N18 (Zuid-Afrika)
De N18 is een nationale weg in Zuid-Afrika. De weg loopt van Warrenton in de provincie Noord-Kaap, waar de weg afsplitst van de N12. Hiervandaan loopt de N18 noordwaarts, waar bij Vryburg de N14 gekruist wordt. De N18 loopt vervolgens verder via Mafikeng waarna de N18 eindigt bij Ramatlabama bij de grens met Botswana.
De N18 is in zijn geheel onderdeel van de Trans-Afrikaanse weg 4, de internationale weg tussen Caïro in Egypte en Kaapstad in Zuid-Afrika.
N1 · N2 · N3 · N4 · N5 · N6 · N7 · N8 · N9 · N10 · N11 · N12 · N14 · N17 · N18